# László Rajk

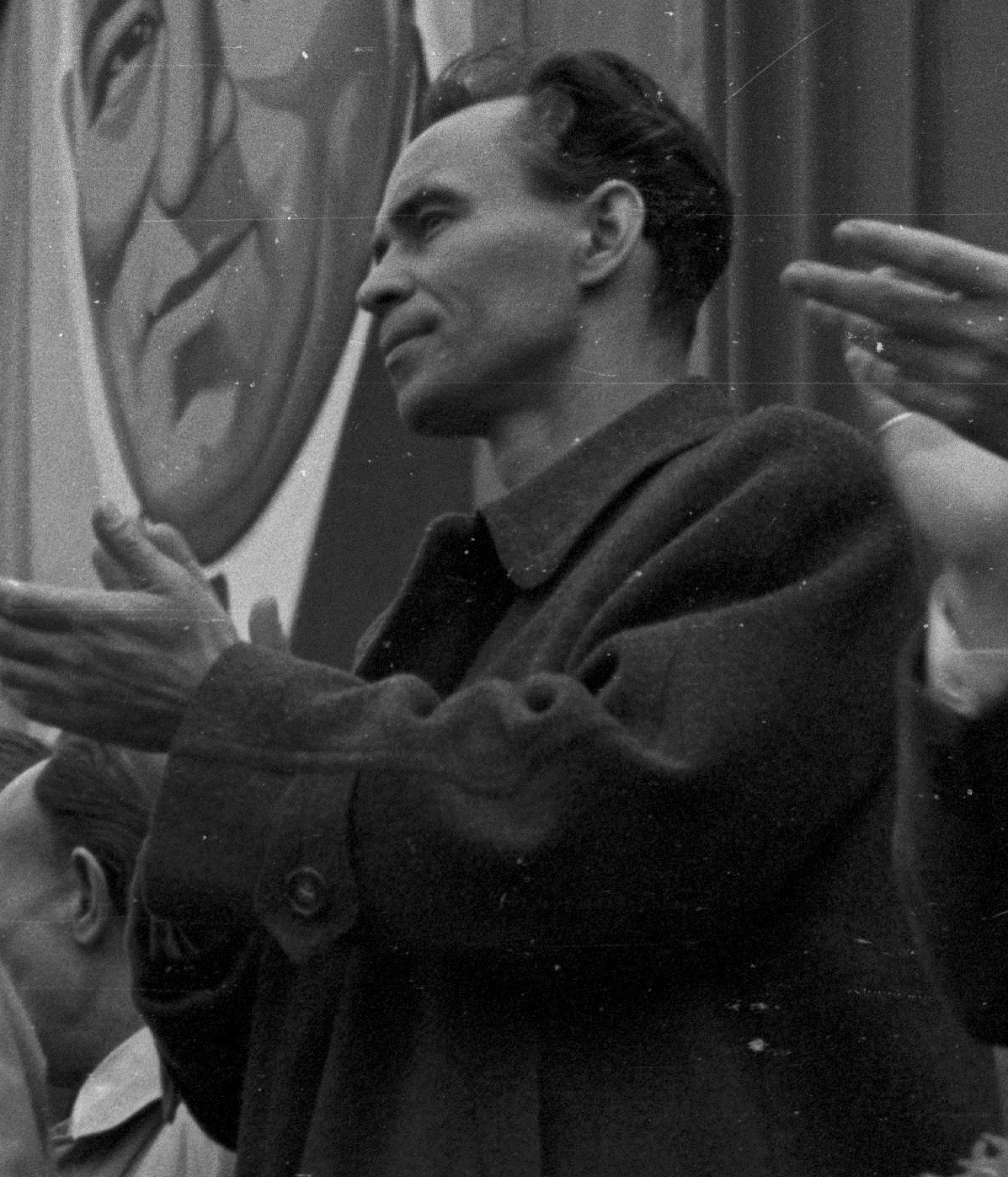
László Rajk (1947)

László Rajk ['laːsloː 'rɒjk] (* 8. März 1909 in Székelyudvarhely, Komitat Udvarhely, Königreich Ungarn; † 15. Oktober 1949 in Budapest, Ungarn) war ein ungarischer kommunistischer Politiker. Er war von 1946 bis 1948 Innenminister. Damit unterstand ihm auch die „Staatsschutzabteilung“ (ÁVO), die eine wichtige Rolle bei der Machtergreifung der Kommunisten in Ungarn nach dem Zweiten Weltkrieg spielte. Anschließend war Rajk bis Juni 1949 Außenminister Ungarns. Unter der Herrschaft seines Parteikollegen Mátyás Rákosi wurde er Opfer der stalinistischen Säuberungen und nach einem Schauprozess hingerichtet.

## Leben bis zur Verhaftung
László Rajk kam aus der kinderreichen Familie eines deutschstämmigen Schusters im siebenbürgischen Szeklerland. Während sich sein zehn Jahre älterer Bruder Endre Rajk der politischen Rechten zuwandte und es bis zum Staatssekretär in der Pfeilkreuzlerregierung von Ferenc Szálasi brachte, trat László während seiner Ausbildung zum Lehrer an der Universität Budapest 1930 der damals illegalen Kommunistischen Partei bei. Nach seiner Relegation aus dem Studium war er als Bauarbeiter tätig und wurde Leiter der kommunistischen Fraktion der Bauarbeitergewerkschaft.
Mit Ausbruch des Spanischen Bürgerkrieges ging er nach Madrid und wurde Politkommissar des ungarischen Rákosi-Bataillons der Internationalen Brigaden. Er nahm in dieser Funktion zwischen 1937 und 1939 am Bürgerkrieg teil. Nach dem Ende des Bürgerkrieges war er zunächst in französischen Lagern interniert, konnte aber entkommen und 1941 nach Ungarn zurückkehren. Während des Zweiten Weltkrieges war er einer der Leiter des kommunistischen Widerstandes, er war Sekretär des Zentralkomitees (ZK) der illegalen KP. Im Dezember 1944 wurde er von den Pfeilkreuzlern verhaftet und der Gestapo übergeben. Sein Bruder Endre dürfte ihm damals das Leben gerettet haben.
Nach der Befreiung Ungarns von der deutschen Besatzung konnte László Rajk in sein Heimatland zurückkehren. Er wurde Mitglied des ZK und des Politbüros der Kommunistischen Partei, an deren Spitze Mátyás Rákosi stand. Nun rettete er das Leben seines nach Deutschland geflüchteten Bruders Endre: Ungarn verlangte nämlich nicht die Auslieferung des führenden Pfeilkreuzlers. Bei der ersten Nachkriegswahl im November 1945 erhielten die Kommunisten nur 17 % der Stimmen, während die Unabhängige Partei der Kleinlandwirte (FKgP) deutlich gewann. Vom 7. Dezember 1945 bis 1. Februar 1946 gehörte Rajk – neben Ferenc Nagy, Zoltán Tildy und Béla Varga – dem Hohen Nationalrat an, der vorübergehend die Funktion des Staatsoberhaupts erfüllte.
László Rajk wurde am 20. März 1946 zum Innenminister in der Allparteienregierung von Ferenc Nagy (FKgP) ernannt. Damit löste er seinen Parteikollegen Imre Nagy ab. Rajk war ein überzeugter Anhänger Stalins. Als Innenminister war er an der Zerschlagung der bürgerlichen ungarischen Parteien und der Verhaftung ihrer Anführer maßgeblich beteiligt. So veranlasste er im Juli 1946 die Auflösung von über tausend Organisationen und begann mit den ersten Schauprozessen gegen politische Gegner in Ungarn. Unter Rajks Führung wurde die bisherige „Abteilung Politische Polizei“ (PRO) zur „Staatsschutzabteilung“ (Államvédelmi Osztály, ÁVO) umgewandelt. Diese spielte eine wichtige Rolle bei der „Salamitaktik“, mit der die Kommunisten die Kleinlandwirte-Partei spalteten und schrittweise entmachteten. Im Mai 1947 behauptete die ÁVO, Ministerpräsident Ferenc Nagy sei an einer angeblichen Verschwörung gegen die Republik beteiligt, und zwang ihn so zum Rücktritt und ins Exil. Unter Nagys Nachfolger Lajos Dinnyés vom linken Flügel der Kleinlandwirte-Partei blieb Rajk Innenminister.
Nach der Zwangsvereinigung der Sozialdemokratischen mit der Kommunistischen Partei, gehörte Rajk dem Politbüro der Partei der Ungarischen Werktätigen (MDP) an. Bei der Kabinettsumbildung am 5. August 1948 wechselte er als Nachfolger von Erik Molnár an die Spitze des Außenministeriums. Neuer Innenminister wurde János Kádár. Rajk blieb bis zu seiner Verhaftung am 30. Mai 1949 ungarischer Außenminister.

## Vorgeschichte des Prozesses
Rajk gehörte zwei Personengruppen innerhalb der kommunistischen Parteien an, die besonders von den stalinistischen Säuberungen betroffen waren: Er war ehemaliger Teilnehmer am spanischen Bürgerkrieg und gehörte zu den Kommunisten, die nicht in die Sowjetunion emigriert, sondern in ihrer Heimat geblieben waren und dort den Widerstand organisiert hatten.
Rajk galt zwar als überzeugter, fanatischer Kommunist und Anhänger Stalins. Trotzdem soll er innerhalb der kommunistischen Partei, vor allem der Jugend, aber auch außerhalb bei Intellektuellen und der demokratischen Linken populär gewesen sein.

### Anweisung von Beria
Im Mai bis Anfang Juni 1948 wurde Mátyás Rákosi nach Moskau beordert, wo er vom sowjetischen Innenminister und Geheimdienstchef Lawrenti Beria die Anordnung erhielt, an der Spitze der ungarischen kommunistischen Partei eine „titoistische“ Verschwörung zu entlarven und die potenziellen Titoisten zu beseitigen. Rákosi und Beria einigten sich auf Rajk als Hauptverschwörer. Ihm sollten Tibor Szőnyi als Kontaktmann zu amerikanischen Nachrichtendiensten, insbesondere über Noel Field, und Lazar Brankov als Bindeglied zu Tito zur Seite gestellt werden. Es wurden Listen mit angeblichen Verschwörern abgefasst, die zunächst Freunde und Kollegen Rajks im Innenministerium und in der Polizei aufführten. Hinzu kamen ehemalige Mitkämpfer Rajks aus den internationalen Brigaden des Bürgerkrieges. Zusätzlich wurden auf diese Listen ehemalige linke Sozialdemokraten und ehemalige Offiziere der ungarischen Armee im Zweiten Weltkrieg aufgenommen.

### Noel Field
Der Amerikaner Noel Field wurde in die Tschechoslowakei eingeladen, dort festgenommen und nach Budapest gebracht, wo er bis 1954 in einem Geheimgefängnis der ungarischen Geheimpolizei ÁVH gefangengehalten wurde. Field war im Laufe des Krieges für das Unitarian Service Committee tätig gewesen und hatte sich für durch den Nationalsozialismus verfolgte Menschen eingesetzt. Er entwickelte hierbei eine immer größere Sympathie für die Sowjetunion. Gleichzeitig hatte er während des Krieges Bekanntschaft mit Allen Welsh Dulles, dem Leiter des amerikanischen Office of Strategic Services (OSS), einem Vorläufer der CIA, gemacht. Mit diesem soll er insoweit zusammengearbeitet haben, als beide gegen den Nationalsozialismus waren. Durch diese amerikanische Verbindung – auch zu ungarischen Kommunisten – sollte der Vorwurf der Zuarbeit zu westlichen Geheimdiensten belegt werden.

### Beruhigung Rajks
Während diese Vorbereitungen bereits voranschritten, wurde Rajk zum Generalsekretär der Nationalen Volksfront ernannt. Allerdings wurde ihm bei einer Sitzung des Politbüros vorgeworfen, er habe die Parteiorganisation im Innenministerium auflösen und eine Sondergruppe der Polizei aufstellen lassen. Er musste Selbstkritik üben und wurde an der Spitze des Innenministeriums abgelöst und zum Außenminister ernannt. Noch am 29. Mai 1949 wurde er persönlich bei Rákosi zum Abendessen eingeladen, bevor er am nächsten Tag verhaftet wurde.
Rajk leugnete zu Beginn alle Vorwürfe, aber seine Genossen János Kádár, seinerzeit Innenminister, und Mihály Farkas, die ihn verhörten, überzeugten ihn, dass das Ziel des Prozesses nur die Einschüchterung der gemeinsamen imperialistischen Feinde sei und keine Todesstrafe verhängt würde.
Rajk gestand daraufhin alle Vorwürfe ein, so wie es seine Genossen gefordert hatten. Sein Geständnis wurde aber von der ungarischen Staatssicherheit (ÁVH) aufgenommen und kurz darauf im ungarischen Radio gesendet. Als ein verschlüsseltes Signal an seine Familie hatte Rajk ein falsches Geburtsdatum genannt.

## Der Prozess

Prozessbericht mit einem Vorwort von Kurt Hager (1949)

Am 16. September begann der zwei Wochen dauernde Prozess gegen Rajk und sieben weitere Angeklagte. Die Anklage lautete auf „Titoismus“ und Zusammenarbeit mit westlichen Geheimdiensten. Im Verlauf dieser Schauprozesse lieferten die Beschuldigten ihre auswendig gelernten umfangreichen „Geständnisse“.
Neben Rajk angeklagt waren:
- György Pálffy (ehemaliger Offizier der ungarischen Armee, 1940 zu den Kommunisten übergetreten, organisierte den militärischen Widerstand, 1945 zum Leiter  der Militärpolitischen Abteilung des Verteidigungsministeriums ernannt)
- Tibor Szőnyi (vorher Leiter der Kaderabteilung der KP, Hauptrepräsentant der aus dem Westen zurückgekehrten Kommunisten)
- András Szalai (ehemaliger ungarischer Untergrundkämpfer, Ende 1943 verhaftet)
- Béla Korondy (ehemaliger Offizier, während des Krieges Teilnahme am bewaffneten Widerstand, 1945 Beitritt zur Kommunistischen Partei, hoher Posten – Polizeioberst – im Verteidigungs- und später im Innenministerium)
- Pál Justus (ursprünglich äußerst linker Flügel der Sozialdemokraten, 1932 verhaftet, Emigration nach Frankreich, 1936 Rückkehr nach Ungarn, dort wichtiger Initiator der Einheitsfront)
- Lazar Brankov (Jugoslawe, Teilnehmer des jugoslawischen Partisanenkampfes)
- Milan Ognjenović

Rajk sowie György Pálffy, Tibor Szőnyi und András Szalai wurden zum Tode verurteilt, die übrigen zu lebenslangen und hohen Zuchthausstrafen. In der Folge kam es zu umfangreichen Verhaftungen von „Rajkisten“. Rajk wurde am 15. Oktober 1949 in Budapest hingerichtet.

## Verhältnis zu Schauprozessen in anderen Ostblockstaaten
Die ungarischen Schauprozesse gegen Kommunisten lagen zeitlich zwar nach den entsprechenden Verfahren in Albanien, übertrafen diese aber in Umfang und Außenwirkung erheblich. Andere kommunistische Parteien konnten sich länger den stalinistischen Säuberungen entziehen, aber auch dort kam es zu Prozessen, die dem gegen Rajk vergleichbar waren – z. B. der Slánský-Prozess in der Tschechoslowakei und der Prozess gegen Paul Merker in der DDR.
Die ungarischen Schauprozesse dienten hierbei als Vorbild. Insbesondere die Beziehung zu Noel Field wurde vielfach auch in den späteren Schauprozessen wieder konstruiert. Letztlich beendet wurden die Schauprozesse nur durch Stalins Tod.

## Rehabilitierung

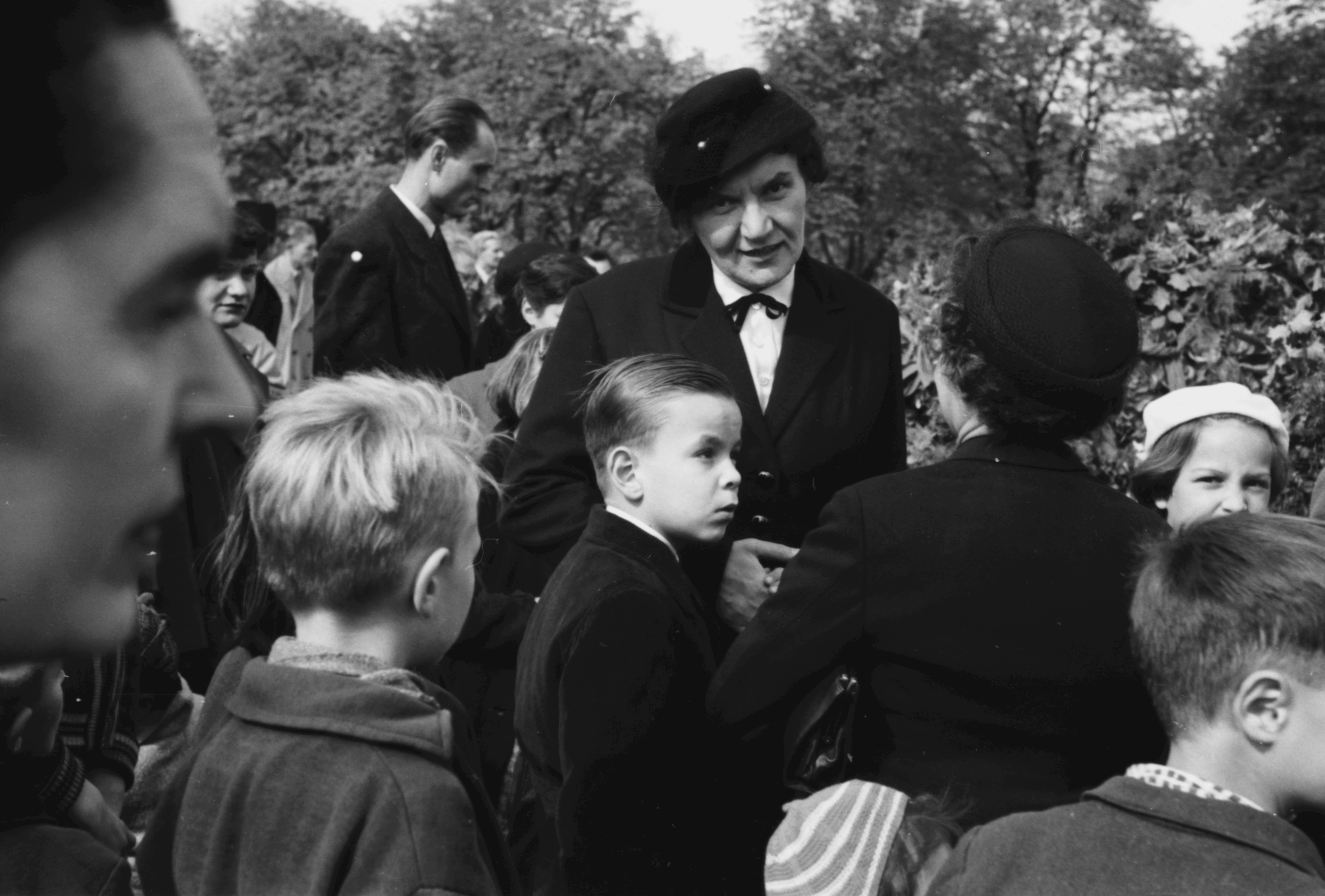
Julia Rajk und Sohn László Rajk 1956 beim Staatsbegräbnis

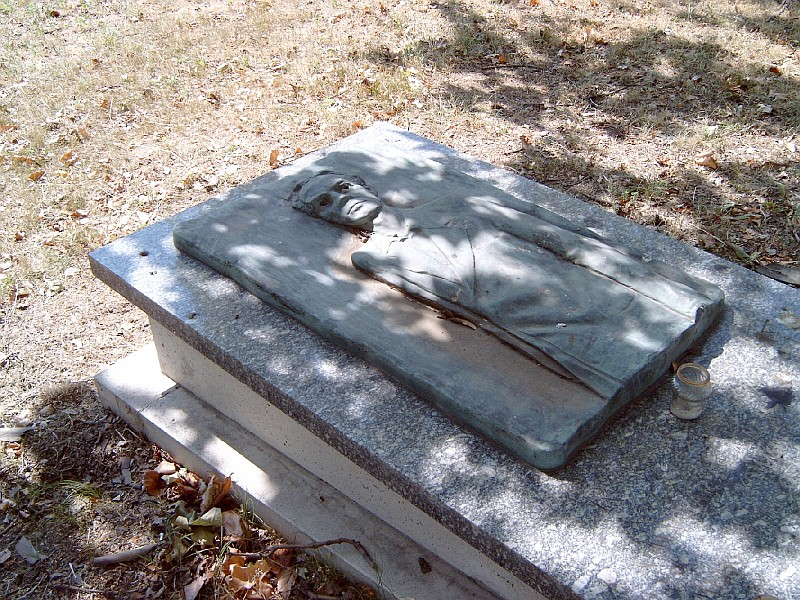
Grab auf dem Kerepesi temető

Nach dem Tode Stalins begann man in der Partei der Ungarischen Werktätigen die stalinistischen Schauprozesse zu überprüfen. Rákosi versuchte das zu verhindern, was ihm nicht gelang. Als erstes Ereignis war am 16. September 1955 der Selbstmord des Präsidenten des Sondersenates des Volksgerichtes, Peter Janko, zu verzeichnen, der Rajk zum Tode verurteilt hatte.
Am 27. März 1956 musste Rákosi auf Druck Moskaus erstmals öffentlich eingestehen, das oberste Gericht der Volksrepublik Ungarn habe Rajk und andere rehabilitiert.
Danach wurde angeordnet, die Leichen der Hingerichteten, die in einem Wald bei Budapest verscharrt worden waren, zu exhumieren und würdig zu begraben.
Am 6. Oktober 1956 wurden Rajk und andere auf dem Budapester Zentralfriedhof im Beisein einer großen Menschenmenge bestattet. Darunter befand sich auch Imre Nagy, der in seiner anderthalbjährigen Regierungszeit von 1953 bis zu seiner Absetzung 1955 für die Untersuchung der Schauprozesse eingetreten war. Die Beerdigung war die erste große Veranstaltung nach seiner Pensionierung, wo sich der ehemalige Politiker wieder öffentlich zeigte.